# Simo (Kendal)
Simo is een bestuurslaag in het regentschap Ngawi van de provincie Oost-Java, Indonesië. Simo telt 2806 inwoners (volkstelling 2010).